# Georges Houel
Pour les articles homonymes, voir Houel.
Pas d'image ? Cliquez ici
Georges Houel, dit Jojo, né le 5 juillet 1913 à Herbeville (Seine-et-Oise) et mort le 10 avril 2008 à Paris, était principalement un pilote de vitesse moto française (surtout sur Norton et Gilera en 500 cm3, et sur Velocette en 350 cm3). Il a également couru en rallye automobile, puis en rallye-raid. Ses débuts sportifs s'effectuèrent en athlétisme et en rugby à XV.

## Biographie
Il fait ses débuts en compétitions motocyclistes amateurs en 1933.
Son principal adversaire et ami sur deux roues était Jean Behra, en 500 cm3. En avril 1952, Houel est victime d'une collision au circuit de Pau après l'arrivée avec Josef Albisser, ce qui lui fera mettre un terme à sa carrière après les Coupes du Salon, en octobre.
Il a disputé à cinq reprises le Rallye Dakar alors débutant, en 1979 puis de 1981 à 1984, avec Jean-Loup Chrétien pour sa dernière apparition sur Renault Fuego turbo 4 x 4 à 70 ans, véhicule déjà utilisé en 1983, alors qu'il avait débuté en 1979 et 1980 sur Renault 30 (son premier copilote Christian Pouchelon étant ensuite employé par Renault Sport).
Il était restaurateur. Ses établissements parisiens successifs furent "L'Équipage" (ouvert en 1945), et "Le Volant" (dans le 15e arrondissement de Paris). Il posséda aussi deux boîtes de nuit, le "Houel Club" et le "Very Houel".

## Palmarès

### Athlétisme
- Champion de Paris du 4X100 mètres (notamment avec Raymond Marcillac, au Stade français);
- Relais de Paris.

### Rugby à XIII et à XV
- Sélectionné en équipe de France de rugby à XIII;

### Motocyclisme
- 1946 : Grand Prix du Bois de Boulogne et Coupes de Paris (500 cm3) ;
- 1947 : Circuit de Tarare (350 cm3) ;
- 1948 : Circuit de Tarare (350 et 500 cm3) et Grand Prix de Bordeaux (350 cm3) ;
- 1949 : Circuit de Tarare (350 et 500 cm3), Circuit de Vesoul (350 cm3), Circuit du Dauphiné à Grenoble (350 cm3), Grand Prix de l'Albigeois (350 cm3), premier français du Grand Prix de France 500 cm3 (6e au général) et Circuit Motocycliste de Vic-Bigorre (500 cm3) ;
- 1950 : Grand Prix de Paris (350 cm3) et Circuit du Dauphiné (500 cm3) ;
- 1951 : Grand Prix de Paris (500 cm3), Circuit de Montauban-Fonneuve (350 cm3), Circuit de Carcassonne (500 cm3), premier français du Grand Prix de France 250 cm3 sur Moto Guzzi (et 7e au général), Grand Prix des Sables d'Olonne (250 cm3), Circuit de Villefranche-de-Rouergue (350 cm3) et Grand Prix de Suède -la Skåneloppet- sur Gilera 500 cm3[2];
- 1952 : Circuit de Pau (500 cm3) et Coupes du Salon (250 cm3).

### Automobile
- 1954 : victoire au premier Rallye Jeanne d'Arc, sur Alfa Romeo, troisième de la Coupe d'Automne 2L. avec l'Alfa, quatrième de Liège-Rome-Liège avec Blaise, et quatrième du rallye du Maroc avec Michaud ;
- 1955 : victoire au Rallye Lyon-Charbonnières avec Pilliet, sur Alfa Romeo 1900 SS[3], et cinquième du Circuit de Dieppe sur Maserati A6GCS ;
- 1956 : deuxième du Tour de France automobile avec Stirling Moss (5e Behra), troisième des Coupes du Salon GT, et cinquième du premier Tour de Corse avec Sacazan, le tout en Mercedes 300 SL ;
- 1957 : victoire au Prix de Paris GT 2L. sur AC, et à la Coupe d'Automne 1.1L. sur Alfa Romeo Giulietta ;
- 1959 : victoire au rallye Adriatique de Yougoslavie (comme copilote, avec Paul Coltelloni, sur ID 19, en Championnat d'Europe des rallyes automobiles), et sixième du Rallye d'Allemagne toujours avec Coltelloni, en Citroën ID 19 ;
- 1965 : participation au rallye de Moscou sur Lada ;
- 1968 : onzième de la Coupe des Alpes avec Lagier et participation au Rallye-marathon Londres-Sydney sur Simca 1100 ;
- Dix neuf participations au rallye Monte-Carlo (10e en 1954), la dernière fois en 1999 comme copilote de Jean Vinatier sur Subaru Vivio RX-R (à 86 ans)[4].

## Récompenses
- 1948 et 1949: « Casque d’Or » de Moto Revue.